# Abdeljalil Hadda
Abdeljalil Hadda (Meknesz, 1972. március 21. –) marokkói válogatott labdarúgó.

## Nemzeti válogatott
A marokkói válogatottban 41 mérkőzést játszott.

## Statisztika
| Marokkói válogatott | Marokkói válogatott | Marokkói válogatott |
| Időszak             | Mérk.               | gól                 |
| ------------------- | ------------------- | ------------------- |
| 1996                | 4                   | 3                   |
| 1997                | 2                   | 1                   |
| 1998                | 9                   | 4                   |
| 1999                | 7                   | 3                   |
| 2000                | 5                   | 2                   |
| 2001                | 10                  | 4                   |
| 2002                | 4                   | 2                   |
| Összesen            | 41                  | 19                  |